# Liste der Baudenkmale im Landkreis Cuxhaven
Die Liste der Baudenkmale im Landkreis Cuxhaven enthält die nach dem Niedersächsischen Denkmalschutzgesetz geschützten Baudenkmale im niedersächsischen Landkreis Cuxhaven. 
Der Übersicht und Länge halber ist die Liste nach den Städten und Gemeinden des Landkreises separiert. Diese Einteilung findet sich in der folgenden Tabelle, in der zu jedem Eintrag, soweit möglich, ein exemplarisches Foto eines Baudenkmals aus der jeweiligen Stadt oder Gemeinde zu finden ist.
| Bild | Stadt/Gemeinde       | Karte | Liste                                               | Ortsteile |
| ---- | -------------------- | ----- | --------------------------------------------------- | --- |
|      | Armstorf             |       | Liste der Baudenkmale in Armstorf                   | keine Ortsteillisten |
|      | Belum                |       | Liste der Baudenkmale in Belum                      | - Belum - Kehdingbruch |
|      | Beverstedt           |       | Liste der Baudenkmale in Beverstedt                 | keine Ortsteillisten |
|      | Bülkau               |       | Liste der Baudenkmale in Bülkau                     | keine Ortsteillisten |
|      | Cadenberge           |       | Liste der Baudenkmale in Cadenberge                 | - Cadenberge - Geversdorf |
|      | Cuxhaven             |       | Liste der Baudenkmale in Cuxhaven                   | - Altenbruch - Altenwalde - Berensch - Cuxhaven - Döse - Duhnen - Franzenburg - Groden - Lüdingworth - Stickenbüttel                                   |
|      | Geestland            |       | Liste der Baudenkmale in Geestland                  | - Bad Bederkesa - Debstedt - Drangstedt - Elmlohe - Flögeln - Holßel - Hymendorf - Imsum - Köhlen - Langen - Lintig - Neuenwalde - Ringstedt - Sievern |
|      | Hagen im Bremischen  |       | Liste der Baudenkmale in Hagen im Bremischen        | - Bramstedt - Driftsethe - Hagen - Harrendorf - Lohe - Sandstedt - Uthlede - Weißenberg - Wittstedt - Wulsbüttel                                       |
|      | Hechthausen          |       | Liste der Baudenkmale in Hechthausen                | keine Ortsteillisten |
|      | Hemmoor              |       | Liste der Baudenkmale in Hemmoor                    | keine Ortsteillisten |
|      | Hollnseth            |       | Liste der Baudenkmale in Hollnseth                  | keine Ortsteillisten |
|      | Ihlienworth          |       | Liste der Baudenkmale in Ihlienworth                | keine Ortsteillisten |
|      | Lamstedt             |       | Liste der Baudenkmale in Lamstedt                   | keine Ortsteillisten |
|      | Loxstedt             |       | Liste der Baudenkmale in Loxstedt                   | keine Ortsteillisten |
|      | Mittelstenahe        |       | Liste der Baudenkmale in Mittelstenahe              | keine Ortsteillisten |
|      | Neuenkirchen         |       | Liste der Baudenkmale in Neuenkirchen (Land Hadeln) | keine Ortsteillisten |
|      | Neuhaus              |       | Liste der Baudenkmale in Neuhaus (Oste)             | keine Ortsteillisten |
|      | Nordleda             |       | Liste der Baudenkmale in Nordleda                   | keine Ortsteillisten |
|      | Oberndorf            |       | Liste der Baudenkmale in Oberndorf (Oste)           | keine Ortsteillisten |
|      | Odisheim             |       | Liste der Baudenkmale in Odisheim                   | keine Ortsteillisten |
|      | Osten                |       | Liste der Baudenkmale in Osten (Oste)               | keine Ortsteillisten |
|      | Osterbruch           |       | Liste der Baudenkmale in Osterbruch                 | keine Ortsteillisten |
|      | Otterndorf           |       | Liste der Baudenkmale in Otterndorf                 | keine Ortsteillisten |
|      | Schiffdorf           |       | Liste der Baudenkmale in Schiffdorf                 | keine Ortsteillisten |
|      | Steinau              |       | Liste der Baudenkmale in Steinau (Niedersachsen)    | keine Ortsteillisten |
|      | Stinstedt            |       | Liste der Baudenkmale in Stinstedt                  | keine Ortsteillisten |
|      | Wanna                |       | Liste der Baudenkmale in Wanna                      | keine Ortsteillisten |
|      | Wingst               |       | Liste der Baudenkmale in Wingst                     | keine Ortsteillisten |
|      | Wurster Nordseeküste |       | Liste der Baudenkmale in Wurster Nordseeküste       | - Cappel - Dorum - Midlum - Misselwarden - Mulsum - Padingbüttel - Nordholz - Wremen                                                                   |